# Paweł Kaczorowski (kolarz)
Paweł Kaczorowski (ur. 28 września 1949 w Łodzi) – olimpijczyk, reprezentant Polski w kolarstwie torowym i szosowym. Trener Reprezentacji Polski na Olimpiadzie w Moskwie, Mistrzostwach Świata w Monachium (1978) i Mistrzostwach Świata w Amsterdamie – (1979). Reprezentant Gwardii Łódź. Coach drużyny tenisowej MKT Łódź w latach 1993-2003, z którą zdobył 7 tytułów Mistrza Polski, 2 wicemistrza Polski, 1 brązowy medal. Mistrz Sportu i Zasłużony Działacz Kultury Fizycznej.

## Osiągnięcia
- Olimpiada w Monachium 1972 – 4. miejsce w wyścigu drużynowym na 4000 m (wraz z Kierzkowskim, Kręczyńskim, Nowickim)
- Mistrzostwa Świata Brno 1969 – 5-8. miejsce w drużynie na torze (z Nowickim, Werykiem, Lengiewiczem)
- Mistrzostwa Świata Leicester 1970 – 5. miejsce w drużynie na torze (z Kierzkowskim, Głowackim, Nowickim)
- Mistrzostwa Świata Varese 1971 – 7. miejsce w drużynie na torze (z Głowackim, Nowickim, Godrasem)
- Mistrzostwa Świata San Sebastian 1973 – 4. miejsce w drużynie na torze (z Kierzkowskim, Nowickim, Kręczyńskim)
- 10 tytułów Mistrza Polski

## Źródła
- Polski Komitet Olimpijski: Paweł Kaczorowski – sylwetka w portalu www.olimpijski.pl. www.olimpijski.pl. [dostęp 2021-12-05]. (pol.).